# Elisha Dyer

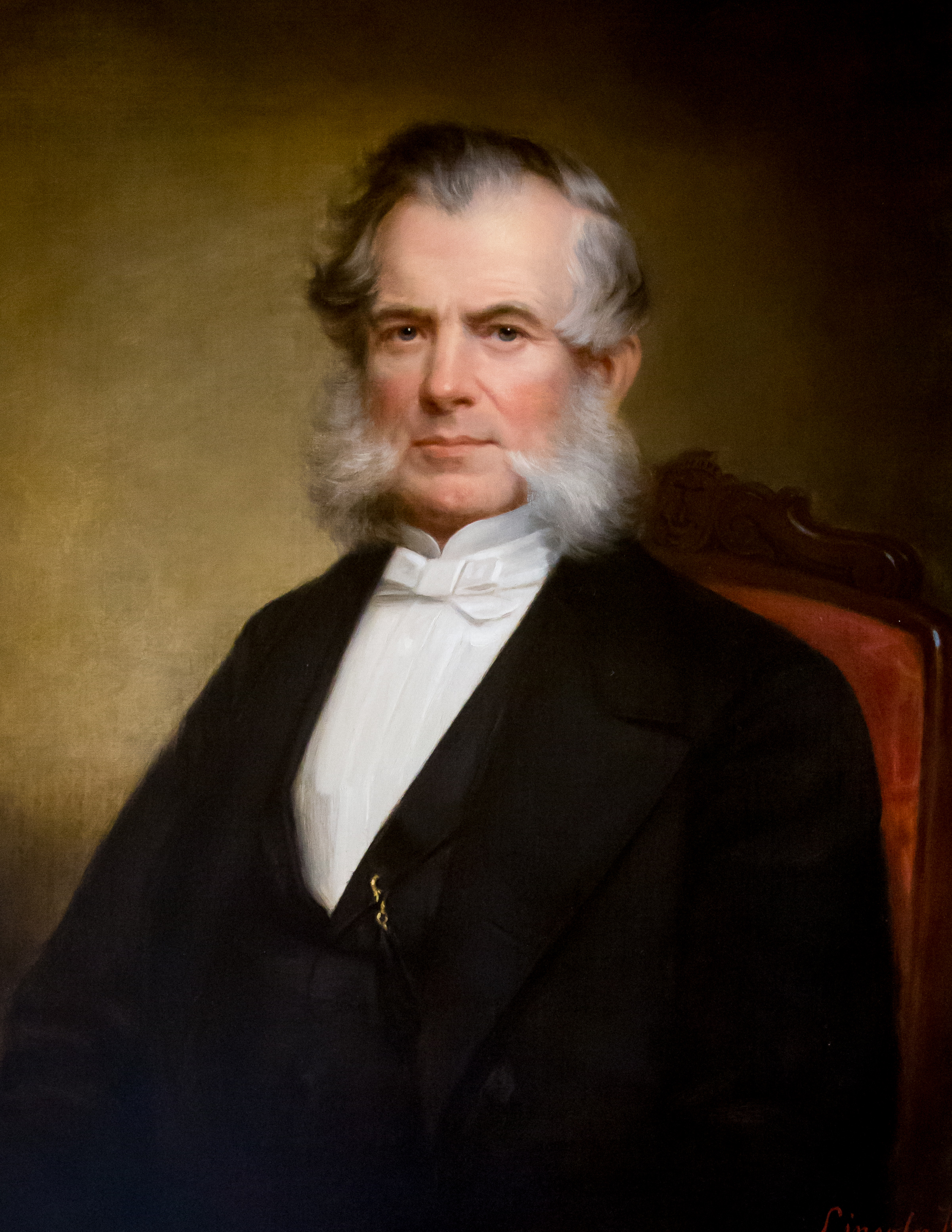
Elisha Dyer (offizielles Porträt im Staatskapitol)

Elisha Dyer (* 20. Juli 1811 in Providence, Rhode Island; † 17. Mai 1890) war ein US-amerikanischer Politiker und von 1857 bis 1859 Gouverneur des Bundesstaates Rhode Island.

## Frühe Jahre und politischer Aufstieg
Elisha Dyer besuchte nach der Grundschule die Brown University. Danach beteiligte er sich am Unternehmen seines Vaters, der unter anderem eine Baumwollspinnerei betrieb. Im Alter von 20 Jahren wurde er Teilhaber dieser Firma. Ab 1840 war er auch politisch tätig. In diesem Jahr wurde er Leiter der Miliz (Adjutant General) seines Staates. Dieses Amt übte er fünf Jahre lang aus. Damit war er auch bei der Niederschlagung des von Thomas Wilson Dorr initiierten Aufstands beteiligt, der zwischen 1842 und 1843 eine ernste Krise in Rhode Island ausgelöst hatte. Außerdem war er über zehn Jahre Mitglied des Schulausschusses von Rhode Island.

## Gouverneur von Rhode Island und weiterer Lebensweg
Dyer wurde Mitglied der Republikanischen Partei, als deren Kandidat er im Jahr 1857 zum Gouverneur seines Staates gewählt wurde. Nach einer Wiederwahl im Jahr 1858 konnte er dieses Amt zwischen dem 26. Mai 1857 und dem 31. Mai 1859 ausüben. Diese Zeit wurde von den Diskussionen im Vorfeld des Bürgerkriegs überschattet. Während des Krieges war er Captain einer Infanterieeinheit aus Rhode Island. Mit dieser Einheit wurde er im Mai 1862 nach Washington, D.C. entsandt, um bei der Verteidigung der Stadt gegen einen möglichen Angriff der Konföderiertenarmee unter General Stonewall Jackson zu helfen.
Nach dem Krieg wurde er Präsident der Exchange Bank, zweiter Vizepräsident der Kunstvereinigung von Rhode Island (Rhode Island Art Association) und Beauftragter seines Staates für die 1871 geplante Weltausstellung in London. Dyer war auch Mitglied der historischen und landwirtschaftlichen Gesellschaft von Rhode Island. Er starb im Mai 1890. Mit seiner Frau Anna Jones Hoppin hatte er sieben Kinder, darunter den Sohn Elisha, der zwischen 1897 und 1900 ebenfalls Gouverneur von Rhode Island werden sollte.